# Teaser (trailer)
Un teaser (o más concretamente un teaser tráiler) es un mini-tráiler, de una duración máxima de un minuto, así como una forma de publicidad de campaña teaser que se centra en la programación de cine y televisión. Es un movimiento previo al estreno de la videografía o un anuncio de televisión. De corta duración, los avances teaser contienen poco material del contenido anunciado que se publicará.
A menudo contienen mensajes insinuados, crípticos y que inducen la curiosidad. Métodos de esta naturaleza están diseñados para despertar el interés y la anticipación de la audiencia, así como aumentar la exageración del contenido anunciado antes del lanzamiento de su tráiler. La duración de un teaser tráiler suele ser de unos 20 a 30 segundos. Generalmente se crea durante el rodaje de la película o programa y se estrena antes de la finalización del rodaje.

## Descripción
Un teaser tráiler es un segmento de vídeo breve relacionado con una película, un programa de televisión, un videojuego o similar, que suele publicarse mucho antes del producto, para "bromear" la audiencia; un primer ejemplo del teaser tráiler fue el de la película Superman: The Movie de 1978 de Richard Donner, que fue diseñada para revigorar el interés por parte de los espectadores potenciales, por una película cuyo estreno se había retrasado.
Los teasers de películas suelen hacerse para películas de gran presupuesto y de temática popular. Su propósito es menos explicar a la audiencia el contenido de una película que simplemente hacerles saber que la película se acercará en un futuro cercano y aumentar la excitación del próximo lanzamiento. Los avances teaser se realizan a menudo mientras la película todavía está en producción o se está editando y, como resultado, pueden presentar escenas o versiones alternativas de escenas que no se encuentran en la película terminada. A menudo no contienen diálogos y algunas, sobre todo las películas de Pixar, tienen escenas hechas sólo para el tráiler. Algunos avances teaser muestran un montaje rápido de escenas de la película. La duración media de un teaser es inferior a un minuto.
Los avances teaser de hoy se centran cada vez más en la descarga de Internet y el circuito de convenciones de fans. El teaser de la película de Batman de 1989 protagonizada por Michael Keaton fue un movimiento de mercadotecnia de emergencia que convenció con éxito a los enojados fans del cómic de que la película respetaría el material original.

## Ejemplos modernos

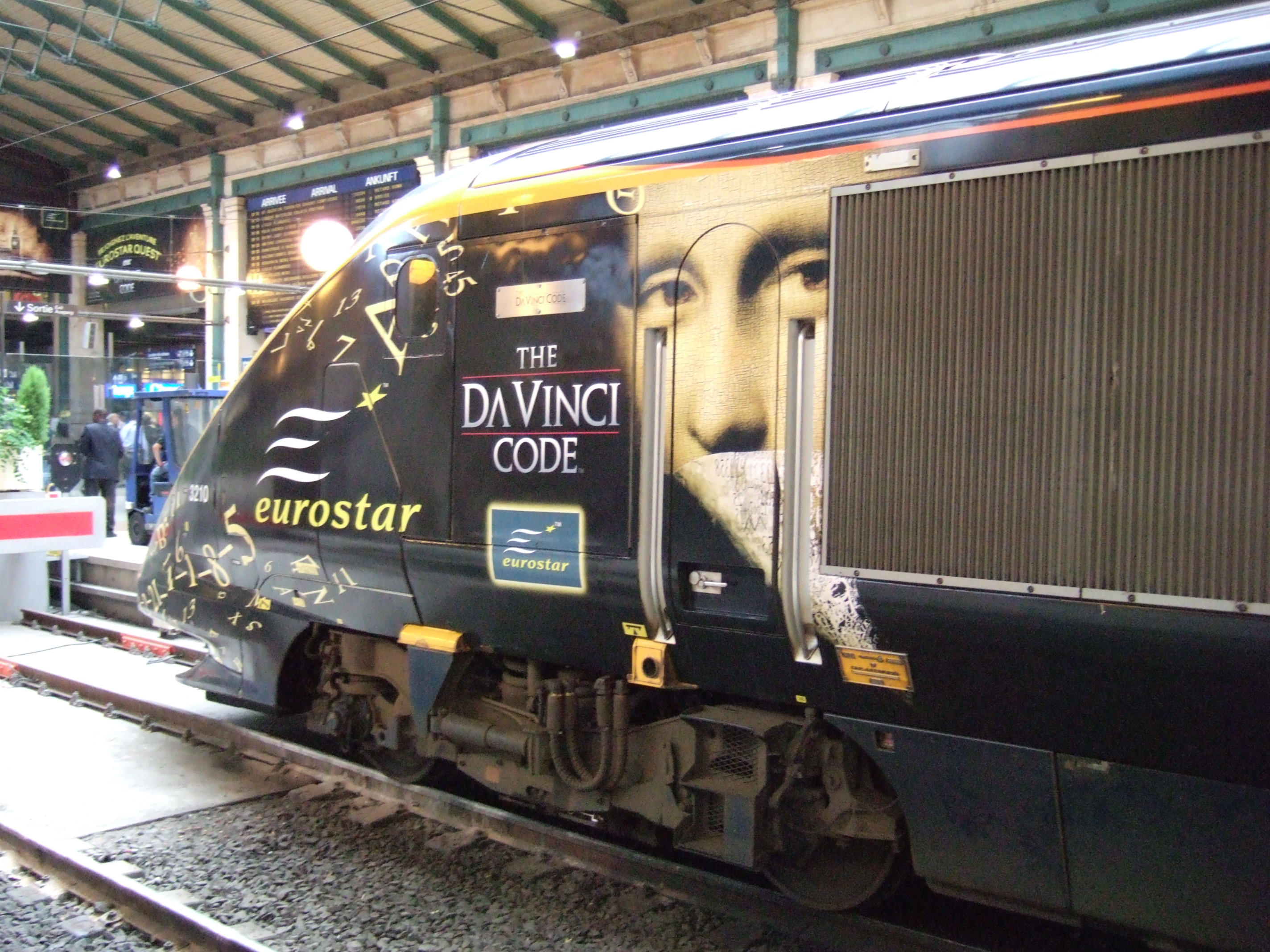
El Eurostar Código Da Vinci en París

Ejemplos posteriores de eventos cinematográficos importantes que utilizaron avances teaser para ganar publicidad son la trilogía El Señor de los Anillos, las precuelas de Star Wars y las películas de Spider-Man. El tráiler de El código Da Vinci se publicó incluso antes de que se hubiera rodado un fotograma de la película. El teaser de Harry Potter y el misterio del príncipe se lanzó tres meses antes de su fecha de lanzamiento prevista, pero su retraso hasta el 15 de julio de 2009 amplió la brecha a un año.
Cuando se adjuntó el primer teaser de Star Wars: Episodio I - La amenaza fantasma en las películas The Siege, A Bug's Life y Meet Joe Black, se informó que mucha gente había pagado la entrada en la película sólo para ver el tráiler y, posteriormente, salió después de proyectar el tráiler. Del mismo modo, se mostraron teasers para Star Wars: Episodio II - El ataque de los clones y Star Wars: Episodio III - La venganza de los Sith antes de las películas de Pixar Monsters, Inc. y Los Increíbles, respectivamente. El teaser tráiler de Cloverfield se mostró públicamente por primera vez adjunto a la película Transformers ; en ese momento, nada se sabía del primero, y el teaser de un minuto y medio no incluía el título de la película; sólo se mostró el nombre del productor, JJ Abrams, y una fecha de lanzamiento, 1.18.08. El teaser tráiler de otra película dirigida por Abrams, Star Trek, se adjuntó al propio Cloverfield, mostrando la nave estelar USS Enterprise que se está construyendo en la Tierra, y de nuevo sin título, en lugar de mostrar sólo la Insignia de la Flota Estelar; el teaser tráiler de Star Trek anunció originalmente la fecha de estreno como Navidad de 2008, pero la película se retrasó finalmente hasta el 8 de mayo de 2009, haciendo que le espera entre el tráiler y la película en sí misma 16 meses. Otros teasers tampoco muestran explícitamente el título de la película, pero lo revelan en la URL del sitio web.
Los teaser a menudo generan bombo en los medios de comunicación hasta el punto de que se filtran. Avengers: Infinity War y 2.0 demuestran ser estos ejemplos. El teaser (la versión del director) de la 2.0 se publicó semanas antes de ser lanzado oficialmente en YouTube.
Los lanzamientos de películas en DVD y Blu-ray suelen incluir tanto su teaser como los tráilers teatrales como características especiales. Una de las excepciones más notables a esta regla es Spider-Man , cuyo teaser tráiler mostraba una trama no relacionada de ladrones de bancos que se escapaban en un helicóptero, quedaron atrapados por detrás e impulsados hacia atrás hacia lo que al principio parece ser una red, después se muestra como una gigantesca telaraña tejida entre las dos torres en el World Trade Center. Este teaser se retiró de los cines tras los ataques del 11 de septiembre de 2001, pero puede verse en YouTube.        